# This Goodbye Is Not Forever
«This Goodbye Is Not Forever» (en español: «Este adiós no es para siempre») es el segundo sencillo del álbum Kids in America de la banda pop alemana Touché y fue publicado el 30 de noviembre de 1998. La canción fue compuesta por Joseph Cooley, arreglada por Lalo Titenkov y producida por el alemán Dieter Bohlen.

## Sencillos
CD sencillo Hansa 74321 64047 2, 30 de noviembre de 1998
1. «This Goodbye Is Not Forever» (Original Radio Edit) - 3:36
2. «This Goodbye Is Not Forever» (DJ Lucky Radio Edit) - 3:42

CD Maxisencillo Hansa 74321 64048 2, 30 de noviembre de 1998
1. «This Goodbye Is Not Forever» (Original Radio Edit) - 3:36
2. «This Goodbye Is Not Forever» (DJ Lucky Radio Edit) - 3:42
3. «This Goodbye Is Not Forever» (DJ Lucky Extended Version) - 5:32

## Posicionamiento
| Listas (1998) | Máxima posición |
| ------------- | --------------- |
| Alemania      | 27              |
| Austria       | 26              |
| Suiza         | 21              |

## Créditos
- Letra y música - Joseph Cooley
- Arreglos - Lalo Titenkov
- Producción - Dieter Bohlen
- Coproducción - Luis Rodríguez
- Dirección de arte - Bagusch@dangerous.de Berlín
- Fotografía - Kramer & Giogoli
- Distribución - BMG
- Publicación - Blue Obsession/Warner Chappell
- Remix - DJ Lucky